# 久慈車站
久慈站（日语：／ Kuji eki */?）是位於岩手縣久慈市，屬於東日本旅客鐵道（JR東日本）和三陸鐵道的車站。

## 車站構造

### JR東日本
本站為島式月台1面2線的地面車站。站房與月台間透過站內平交道連絡。JR到發線與三陸鐵道直通。此站全天均有站員駐守（站長・助役），並負責管理八戶線角之濱站至陸中夏井站的各車站。站內設有綠色窗口（營業時間:5:00～19:00）和觸控式自動售票機1台，可以使用Orange Card。月台中央設有往三陸鐵道月台的連絡天橋，只限於JR～三鐵轉車時間太短時使用。夜間有三班列車留置於此。

#### 月台配置
| 月台 | 路線            | 目的地                       |
| ---- | --------------- | ---------------------------- |
| 1    | ■八戶線         | 種市、八戶方向               |
| 2    | ■八戶線         | 種市、八戶方向（只限1日3班） |
| 2    | ■三陸鐵道谷灣線 | 普代、宮古方向               |

### 三陸鐵道

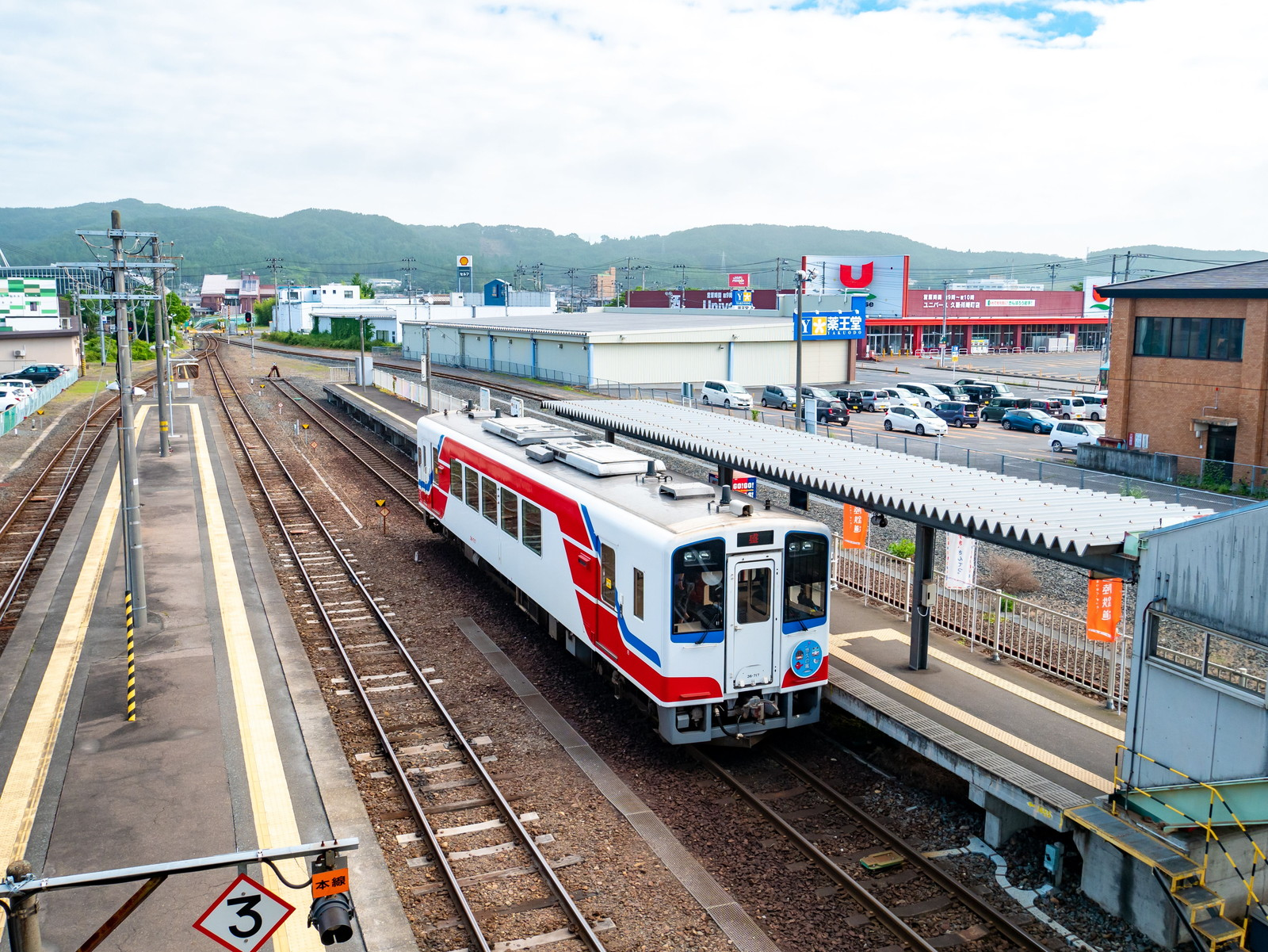
月台(2020年7月)

本站為側式月台1面1線的地面車站。站內除清晨及夜間的時間有站員駐守，並只辦理售票業務。站內設有收票口、自動售票機、商店、清雅莊便當部的蕎麥麵店與久慈市観光所。北谷灣線運行本部（原為久慈鐵道事務所）亦設於此，負責管理北谷灣線。車庫另外有設立輸送指令所。

## 利用情形
- JR東日本 - 2008年乘車人員1日平均284人。

## 車站便當

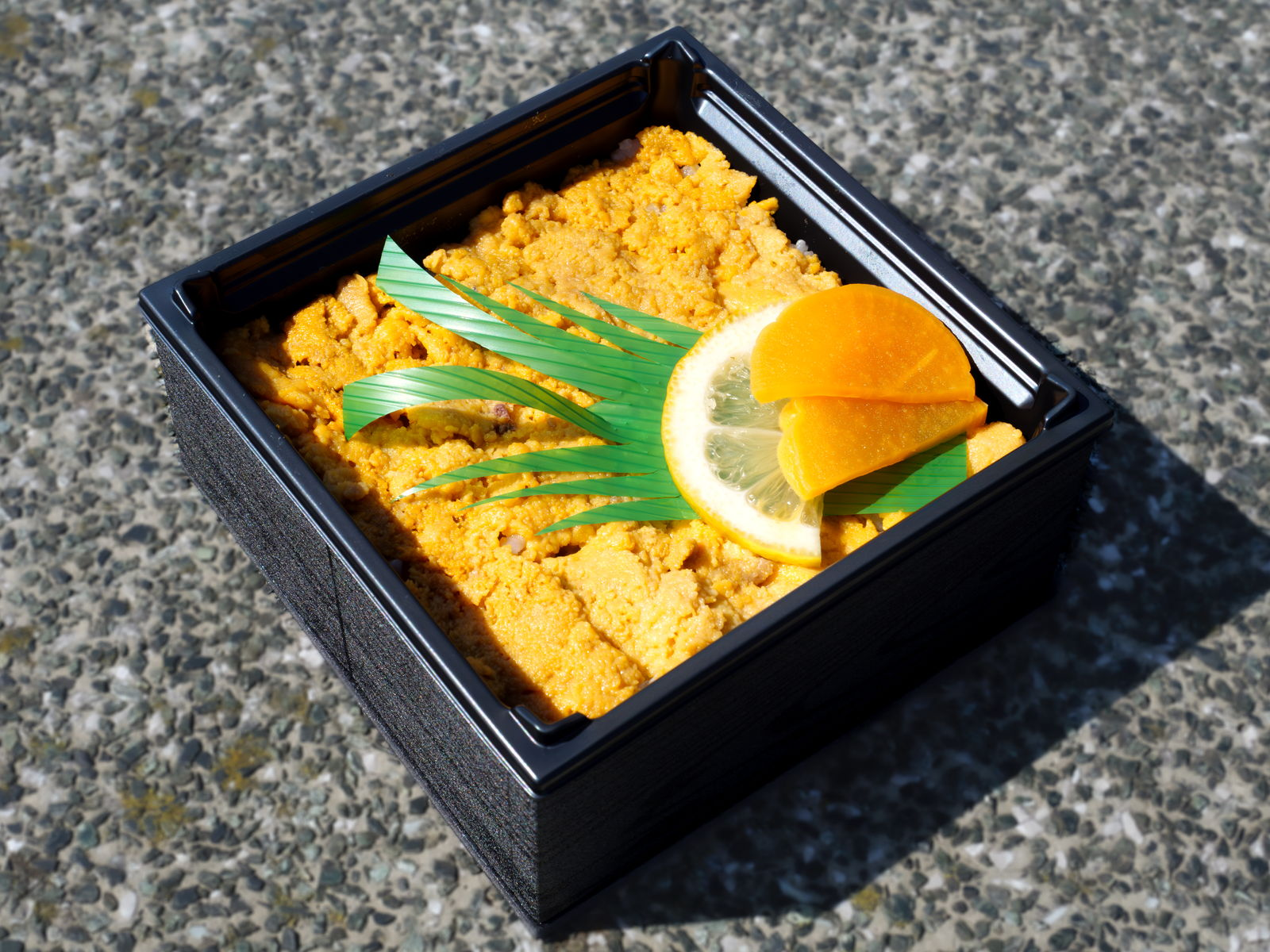

- 三陸鐵道久慈站清雅莊便當部
  - 海膽便當

## 車站周邊

### 西口
- 岩手日報久慈支局
- 久慈郵局（和日本郵局久慈支店合設）
- Michinoku銀行久慈支店
- 岩手銀行久慈支店
- 東北銀行久慈支店
- 北日本銀行久慈支店
- 盛岡信用金庫久慈支店
- 久慈休息站（山背土風館）

### 東口
- 岩手銀行久慈中央支店
- 岩手縣北公車久慈営業所
- 岩手縣立久慈高中長内校
- 久慈警察署
- 久慈市文化會館
- 久慈市公所
- Universe久慈・川崎町店

## 歷史
- 1930年（昭和5年）3月27日 - 設立。
- 1975年（昭和50年）7月20日 - 久慈線開始營業。
- 1984年（昭和59年）4月1日 - 久慈線移交給三陸鐵道，更名為北谷灣線。
- 1987年（昭和62年）4月1日 -  國鐵分割民營化後成為JR東日本轄下的車站。
- 1987年（昭和62年）12月 - 設置綠色窗口。
- 1991年（平成3年） - 設置Orange Card專用售票機（現在已撤去）。
- 2002年（平成14年） - 入選東北車站百選。
- 2002年（平成14年）4月1日 - 廢除三鐵久慈站長。設置三鐵旅客久慈營業所，兼辦三鐵久慈駅售票業務。
- 2005年（平成17年）12月10日 - 開始管理種市・陸中八木站。
- 2007年（平成19年）4月1日 - 廢止三鐵旅客久慈營業所。
- 2019年（平成30年）3月23日 - 三鐵北谷灣線更名為谷灣線。

## 其他
因身為八戶線的終點站和陸中海岸國家公園的北玄關（八戸線の終着駅であり、陸中海岸国立公園の北の玄関口）而入選東北車站百選。

## 相鄰車站
東日本旅客鐵道
■八戶線
陸中夏井－久慈
三陸鐵道
■谷灣線
快速（此站終到）
陸中野田 → 久慈
普通
陸中宇部－久慈